# Worthington Cylinders
Worthington Cylinders ist ein US-amerikanisches Unternehmen mit Sitz in Columbus in Ohio. Es fertigt Druckgasbehälter verschiedener Art wie Gasflaschen für Industriegase, Campinggas oder Bremsdruckluftbehälter für die Fahrzeugindustrie. Worthington Cylinders gehört zum überwiegend Stahl verarbeitenden Konzern Worthington Industries.
In den Vereinigten Staaten betreibt Worthington Cylinders 13 Werke. In Europa je eines in Polen, in Österreich, in Portugal und in Deutschland.

## Geschichte
Worthington Cylinders entstand im Jahr 1971 in den USA, als Worthington Industries die Druckgasbehältersparte von Lennox Industries kaufte.
Der Konzern Worthington Industries wurde schon im Jahr 1955 von John H. McConnell gegründet. 2007 machte der Konzern mit etwa 8.000 Mitarbeitern einen Umsatz von mehr als 3 Milliarden US$. Seit 2001 notiert Worthington an der New Yorker Börse.

## Worthington Cylinders Austria
Worthington Cylinders Austria (WCA) hat – per Übernahme von Heiser im Jahr 1998 – seinen Standort in Kienberg in Niederösterreich. Etwa 350 Mitarbeiter fertigen dort nahtlose Stahlflaschen, die weltweit in 70 Länder exportiert werden.
Das Werk entstand 1817, als Anton Winter drei Schmiedewerkstätten kaufte, deren Wurzeln bis ins 16. Jahrhundert zurückreichen. Im Jahre 1849 wurde dieses erste Unternehmen von Josef Heiser und 1911 von den Gebrüdern Reitlinger übernommen.
Im Jahr 1920 wurde die erste Stahlflasche hergestellt. Die Gießerei und die Achsenherstellung wurde jedoch nicht eingestellt. Das Unternehmen wurde nach dem Zweiten Weltkrieg als Deutsches Eigentum beschlagnahmt und unter USIA-Verwaltung gestellt und erst nach 1955 rückerstattet.
Die Achsenschmiede wurde 1974 und die Gießerei 1987 stillgelegt. Seit 1967 wird auch die Absorptionsmasse zur Füllung von Azetylenflaschen im Werk erzeugt, ab 1992 asbestfrei. Leichtstahlflaschen aus hochfestem Stahl werden seit 1986 produziert. Außerdem werden in Kienberg seit 1995 Verbundstoffflaschen (Faserwerkstoff über Metallliner) gefertigt, die vielfach für Atemschutzgeräte verwendet werden.
Im Jahr 1998 wurde das Werk von Worthington Cylinders übernommen. Bis dahin firmierte es unter Jos. Heiser vorm. J. Winters Sohn Aktiengesellschaft und Flaschen erhielten den Herstellerstempel aus übereinander gelegtem "J" und kleinerem "H" an der Schulter eingeschlagen. Danach wurde der Stempel der Marke Worthington, ein kursives W mit einem ergänzenden Eckerl darüber im Quadrat, verwendet.
In den Jahren 2007 und 2008 war WCA österreichweiter Sieger unter den Austria’s Leading Companies in der Klasse der Big Player. Das Unternehmen erhielt 2008 und 2011 den Staatspreis Unternehmensqualität des Wirtschaftsministeriums und im Jahr 2009 das österreichische Staatswappen.
Im August 2013 zerstörte ein Brand die Anlage zur Herstellung der Speichermasse für Acetylenflaschen. Das neu errichtete Massewerk ging im Juli 2014 mit modernen Prozessen wieder in Betrieb.
Schon Jahrzehnte sind Leichtstahlflaschen aus Kienberg – damals noch unter der Marke  Heiser – bekannt für besonders geringes Eigengewicht und einen großen Stehkreis um den konkav eingewölbten Boden. Im Juli 2014 wurde die Fertigung der nahtlosen ISO 9809-2 Stahlflaschen auf ein neues Design – betriebsintern: New Age – umgestellt. Die Massen der 50-Liter-Flaschen in 200- und 300-bar-Version sanken damit von 46,5 auf 44 kg bzw. von 64 auf 62 kg, also um 5 bzw. 3 Prozent. Sie werden entsprechend leichter transportabel und sind bis 40 °C Höchsttemperatur zugelassen.
2015 meldete Worthington Industries, dass ab sofort eine, mit Kohlenstofffasern in einer Kunststoffmatrix ummantelte, Atemluftflasche vom Typ III im Werk Slupsk in Polen speziell für die Anforderungen am europäischen Markt produziert werde.
Mit Longlife Powercoat wird seit 2016 eine Pulverbeschichtung für Stahlflaschen angeboten. Seit 2018 gibt es diese in den Varianten einlagig ohne und mit Konversionsschicht (Single Layer SL bzw. SL+) sowie zweilagig nur mit (Double Layer DL+).
2017 stand ein runder Geburtstag im Hause Worthington Kienberg an: Der Stahlflaschen-Produzent feierte in Kienberg mit einem großen Fest für Mitarbeiter und Familien sein 200-jähriges Bestehen.
Im Juni 2018 meldete Worthington, die Innenreinheit der Flaschen verbessert zu haben: Von 100 auf 50 mg/m2 Kohlenwasserstoffe und von 100 auf 20 mg/m2 Partikel. Für besonders anspruchsvolle Anwendungen können mit zusätzlichen Behandlungen diese Grenzwerte auf 10 mg/m2 bzw. 5 mg/m2 reduziert werden.
Der österreichische Standort bekam 2018 einen neuen General Manager: Timo Snoeren. Dieser leitet neben Kienberger auch Polen. Mit der Ära Snoeren kommt auch ein Ausbau des Standortes Kienberg. Nach gut einem Jahr Bauzeit stand 2020 das neue Wasserstoffwerk, mit welchem man ab Herbst 2020 mit der Produktion von Typ-IV-Composite-Behältern in der neu erbauten Produktionshalle startete.
Worthington Industries gab im Jänner 2021 die Übernahme der PTEC Pressure Technology GmbH bekannt. Einem führenden unabhängigen Entwickler und Hersteller von Ventilen und Komponenten für Hochdruck-Wasserstoff- und Erdgas-Speicher (CNG) sowie Transport- und Onboard-Betankungssysteme mit Sitz in Deutschland.
Mit dem Beginn des neuen Geschäftsjahres im Juni 2021 setzt Worthington Kienberg mit Sustainable Energy Solutions-Gründung (zu dt.: Nachhaltige Energielösungen) nun auch auf grüne Mobilität und Energie. Der neue Geschäftsbereich (vormals "Pressure Cylinders") des Unternehmens entstand durch eine Dreiteilung des ehemaligen Druckbehälter-Bereichs, gültig ab dem 1. Juni 2021. Consumer Products, Building Products und Sustainable Energy Solutions existieren neben dem Bereich Stahlverarbeitung.

## Worthington Gastec a.s. in Tschechien (1999–2012)
Von 1999 bis 2012 betrieb Worthington Cylinders auch ein Werk in Hustopeče in Tschechien, das Druckluftbehälter für LKW und Busse herstellt. Das Werk war 1881 von Edmund Wessely in Hustopeče gegründet worden. Unter den Firmennamen Jihokov (seit 1954), Plynokov (seit 1958) und Gastec (seit 1992) wurden Flüssiggasflaschen und andere geschweißte Druckgasbehälter gefertigt. Im Jahr 2012 wurde das Werk vom österreichischen Konzern Frauenthal Holding übernommen und firmiert unter Frauenthal Automotive Hustopeče.

## Werk in Polen
Worthington kaufte ein Werk in Słupsk, Polen, das geschweißte Flüssiggasflaschen herstellt und 2015 um die Produktion von Typ-III-Composite-Flaschen für den europäischen Markt erweitert wurde.